# Завод за форензичку психијатрију Соколац
Завод за форензичку психијатрију Соколац је јавна здравствена установа капацитета 200 постеља (2018), и савремена болница секундарног нивоа, која се бави лечењем, рехабилитацијом и ресоцијализацијом пацијената са акутном и хроничном психијатријском патологијом. Свој рад започела је 1958. године као специјализована установа за збрињавање хронично душевно обољелих лица. Од 1993. болница ради у склопу Клиничког центра Источно Сарајево, од, 1998. године ушла је у концепт и програм мреже заштите менталног здравља у заједници.  

## Положај и размештај
Завод за форензичку психијатрију се налази на адреси Подроманија бб, у градско насељу  и седишту истоимене општине. Општина Соколац, једној од шест општина града Источног Сарајева у Републици Српској и Босни и Херцеговини. Према прелиминарним подацима пописа становништва 2013. године, у насељеном месту Соколац укупно је пописано 5.919 лица.
Зграда Завода која располаже са 200 кревета има површину од 7.800 квадратних метара. Поред стационарног дела, објекат поседује посебан простор за радну терапију, опремљену фискултурну салу, болничку апотеку, кухињу са рестораном, специјалистичке амбуланте, собе за дневни боравак болесника по одељењима, шеталиште, фризерски салон и друге садржаје.

## Историја
Завод за форензичку психијатрију основан  је 2014. године,  одлуком Владе Републике Српске као институција терцијарног нивоа здравствене заштите, са циљем адекватног смештаја и лечења особа са менталним потешкоћама, који су извршиоци неког од  кривичних дела. Прве пацијенте завод је примио  2016. године.
Влада Швајцарске за његово оснивање донирала је преко Министарства правде Босне и Херцеговине  6.680.000 КМ за обнову некадашње Војне болнице у Подроманији код Сокоца.
Отварањем Завода за форензичку психијатрију омогућен је смештај и лечење пацијената из Републике Српске и ФБиХ под једнаким условима, што је загарантовано потписаним споразумом између Вијећа министара БиХ, Републике Српске, ФБиХ и Брчко дистрикта.

## Значај
Значај Завод за форензичку психијатрију огледа се пре свега у томе што је он прва установа овог типа у Босни и Херцеговини,  у којој је смештено  (2020. године)   107 пацијената, о којима бригу води 154 запослених радника.
Стављање у функцију Форензичке психијатрије у Сокоцу од огромне је важности за систем реализације кривичних санкција у Босни и Херцеговини, јер су се особе којима је неопходна стручна, медицинска помоћ, до оснивања овог Завода годинама налазе у неадекватном смештају у Казнено поправним заводима или другим социјалним установама.
Оснивањем овог Завода значајно  се побољшава сарадња између здравственог и правосудног система у Републици Српској, Федерацији БиХ (ФБиХ) и Брчко дистрикту.
Не мање важан значај Завод има и у организацији наставе за групе студента Факултета безбједносних наука из Бањалуке, који долазе у ову установу да би се од лекара специјалиста и супспецијалиста из области судске медицине били упознати са свим активностима Завод за форензику.
Завод за форензику планира да потпише сличне споразуме и са осталим сродним факултетима како би њихови студенти приликом посете Заводу сазнали како се у пракси стиче знање из области форензичке психијатрије.
Схвативши значај овог Завода за здравство Републике Српске и целе Босне и Херцеговине, изградњу овог Завода, помогла је Влада Швајцарске са 6.685.000 КМ.